# Гавань Істріан
Гавань Істріан — давньогрецьке поселення, що існувало орієнтовно з VI століття до н. е. до IV століття н. е., що розташовувалося на території сучасного Приморського бульвару в Одесі.

## Етимологія назви

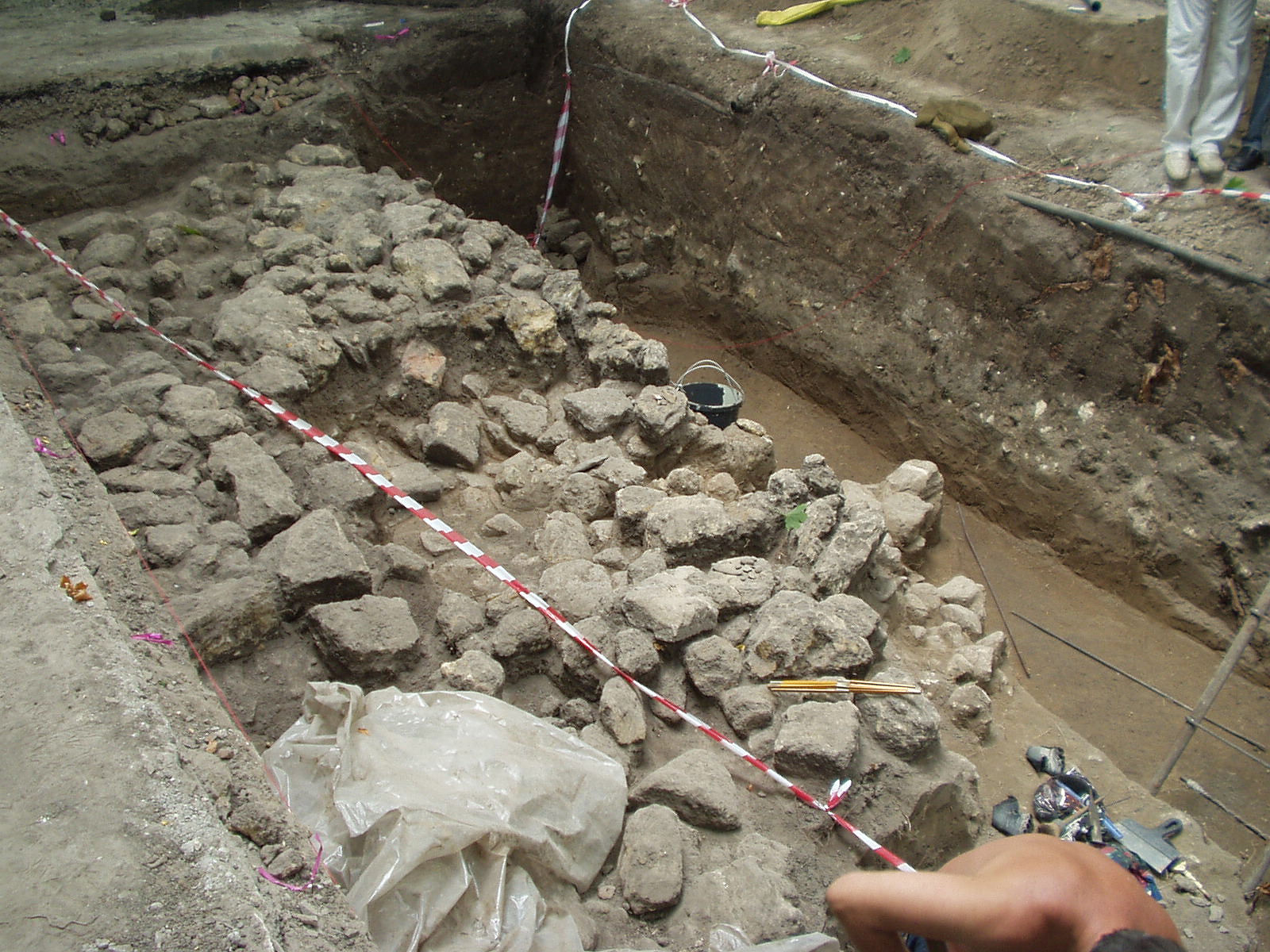
Розкопки Гавані Істріан на Приморському бульварі.

Назва поселення тривалий час викликала суперечки серед дослідників. Залишалося незрозумілим, чи належало слово «істріани» до жителів міста Істрія, що заснували тут свою гавань, або ж до однойменного фракійського племені.
Оскільки місто під Приморським бульваром було недостатньо вивчене, перша версія не здавалася настільки очевидною. Істрійці — фракійське плем'я, назва якого походила від річки Істр (давня назва Дунаю). Так вийшло, що і варвари, і греки, що жили в цьому регіоні, мали те ж ім'я.
Лише після знахідок експедиції професора Андрія Добролюбського — істрійських монет і кераміки істрійського виробництва — стало очевидним, що Гавань Істріан була грецьким поселенням, а не фракійською гаванню.

## Історія

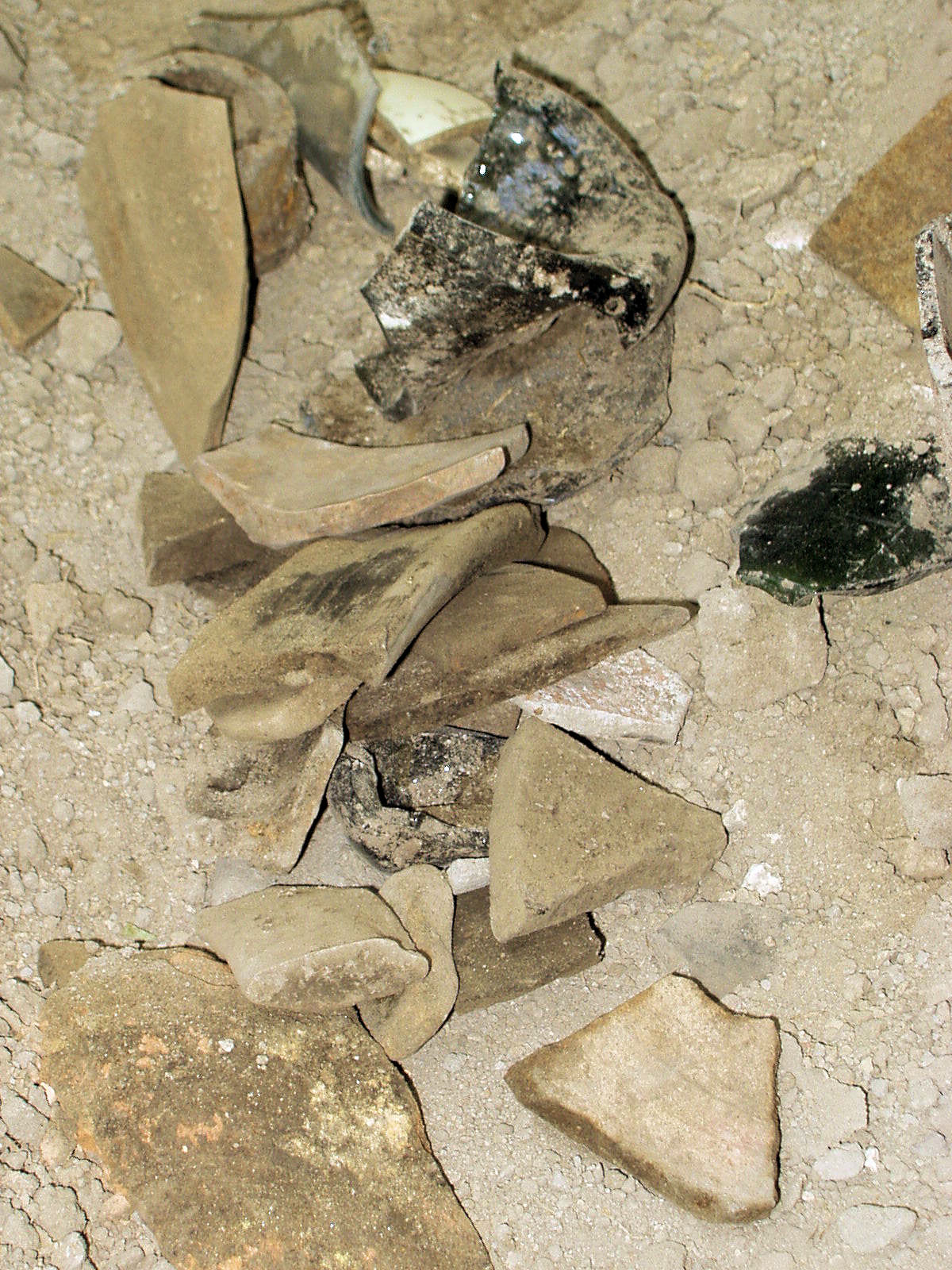
Залишки давньогрецьких амфор із Гавані Істріан

У VI столітті до нашої ери, рятуючись від міжусобиць і війн, греки почали активно колонізувати Північне Причорномор'я. У цей період виникли численні міста-колонії, серед яких Херсонес, Тіра, Ніконій, Ольвія й інші. На території сучасної Одеси та її околиць також з'явилося декілька грецьких поселень, зокрема Лузанівка (в районі однойменного пляжу), Старе Бугово (поблизу сучасного Чорноморська), святилище на Жеваховій горі та Гавань Істріан.
Археологічні дослідження в районі Воронцовського палацу, де колись розташовувалася Гавань Істріан, виявили зернові ями, землянки, сотні рибальських грузил, спеціальні рибні тарілки, судини, точильний камінь й інші предмети побуту. Ці знахідки свідчать про наявність осілого населення, яке займалося рибальством і землеробством.
З часом невелике рибальське поселення перетворилося на розвинуте місто з портом, кам'яними будинками, черепичними дахами та печами — ознаками високого рівня організації та добробуту.

### Занепад
У IV столітті до н. е. істрійські моряки освоїли маршрут з Істрії до Херсонесу без прив'язки до берегової лінії, що негативно позначилося на економіці Ольвії. Як наслідок Ольвія почала війну з Істрією, прагнучи підірвати її престиж і перерозподілити сфери впливу в регіоні.
Кордон між Істрійською та Ольвійською державами проходила Хаджибейським лиманом (на місці нинішнього Пересипу тоді протікала річка), а Гавань Істріан служила прикордонним форпостом Істрії. До III століття до н. е. в наслідок війни, Гавань Істріан припинила своє існування як велике і успішне місто, однак невелике поселення продовжувало існувати аж до Великого переселення народів та вторгнення гунів 375 року н. е.

## Розташування
Поселення охоплювало значну територію — від сучасної Грецької площі до району Морського вокзалу. Найстаріша й найбагатша його частина містилася в околицях нинішнього Воронцовського палацу. Порт, імовірно, розташовувався неподалік від сучасного Морвокзалу, а вздовж Театрального провулка тягнувся великий некрополь, що сягав території теперішнього ТЦ «Афіна». У цій місцевості свого часу височіли кілька курганів, які було зрито під час будівництва у 1803 році.